# 一段階革命論
一段階革命論（いちだんかいかくめいろん）とは、社会主義革命が当面の戦略的課題であり、社会主義革命の前段階をなすブルジョワ革命は必要ないとの認識に立つ左翼党派の綱領的立場。社会党左派や新左翼が一段階革命論を取っており、かねてから日本共産党の二段階革命論と対立してきた。
一段階革命論を支持する立場からは、二段階革命論を「革命運動を民主主義革命のみに限定し、社会主義革命を永遠の未来へと追いやる反動的理論」と批判する。二段階革命論者は一段階革命論を「広範な民主主義勢力の結集を妨げる」「（日本については）天皇制や日米安全保障条約など、現実の政治問題と戦わず、放置し続けている」と批判している。